# Amazon Kindle
Amazon Kindle je družina naprav proizvajalca Amazon.com za branje elektronskih knjig, ki so jo razvili pri Amazonovi podružnici Lab126. Njihov pasivni zaslon s tehnologijo elektronskega papirja, ki simulira tiskan papir, prikazuje do 16 odtenkov sive. Kindle uporablja brezžično povezavo, ki uporabnikom omogoča kupovanje, prenašanje z interneta in branje e-knjig, časopisov, revij, spletnih dnevnikov in drugih digitalnih medijev. Uporabniki si lahko želene strani označijo, naredijo zaznamke ali pripišejo opombe k vsebini. Naprave omogočajo uporabniku, da med branjem knjige ali časopisa išče sopomenke izbranim besedam ali pa preveri njihov pomen v že vgrajenem slovarju.
Od leta 2007, ko je prišla na trg prva izvedenka Kindla, je Amazon.com izdelal več različic, do danes v treh generacijah. Poleg osnovne serije Kindlov obstaja še serija Kindle DX z večjim zaslonom. Leta 2011 je prišla na trg cenejša različica brez tipkovnice (ima samo nekaj gumbov za navigacijo po uporabniškem vmesniku), ob čemer so bili starejši modeli s tipkovnico preimenovani v Kindle Keyboard. Kindle Touch, prav tako predstavljen leta 2011, ima namesto tipkovnice zaslon na dotik. Zadnji model, Kindle Fire (2011), je tablični računalnik z LCD-zaslonom.